# 3g-h.324m
3G-H.324M oder 3G-324M bezeichnet ein Protokoll, das Multimediainhalte in 3G bzw. UMTS Netzen ermöglicht.

## Details
Es wurde bei der Einführung der Mobilfunknetze der 3. Generation (3G) davon ausgegangen, dass  aufgrund der höheren Übertragungsgeschwindigkeiten gegenüber GSM-Netzen, Multimedia-Inhalte über mobile Endgeräte stark verbreiten würden. Um diese Multimedia-Kommunikationsdienste zu ermöglichen, wurde das 3G-H.324M Protokoll benötigt. 
Beide 3G Standardisierungsorganisationen (3GPP und 3GPP2) haben 3G-324M als Lösung für Sprachdienste über sprachvermittelnde Netze definiert. Leitungsvermittelnde Netze (im Gegensatz zu Paketvermittelnden Netzen wie z. B. das Internet) waren das vorherrschende Netz vieler Telekommunikationsanbieter. Diese Netze stellen eine ausgereifte Technologie dar und sind daher relativ unanfällig für Störungen. In diese bestehenden Netze sollten nun neben den Sprachdiensten auch Multimediadienste portiert werden. Diese Dienste stammen hauptsächlich aus dem Bereich der IP-Telefonie. Dazu wurde das H.324M Protokoll der ITU-T für Multimediadienste gewissermaßen wiederverwertet und Sprache bzw. Sprachcodecs hinzugefügt.
Folgende Dienste sind aus dem Bereich der IP-Telefonie bekannt und können durch Einsatz von 3G-324M auf leitungsvermittelnden Netzen genutzt werden:
- Videokonferenzen zwischen zwei oder mehr Mobiltelefonen oder Bürokonferenzsystemen
- Videostreaming, also Fernsehen auf dem Mobiltelefon mit mehreren Kanälen, dazu Filme auf Abruf
- Echtzeit-Spiele mit anderen Nutzern

Mittlerweile haben sich, unter anderem durch den Einsatz sogenannter Smartphones paketvermittelnde für obengenannte Dienste durchgesetzt. Durch das immer größer werdenden Datenaufkommen wurden Netze neuerer Generation entwickelt. 